# Kaszó
Kaszó é um município da Hungria, situado no condado de Somogy. Tem 22,48 km² de área e sua população em 2019 foi estimada em 95 habitantes.